# Andreas Kunz (Musikjournalist)
Andreas Kunz (* 1967 in Frankfurt am Main) ist ein deutscher Journalist und Musikwissenschaftler.

## Biografie
Andreas Kunz sammelte Erfahrungen als Klavierbegleiter und -lehrer sowie in der Erwachsenenbildung. Nach dem Studium der Systematischen und Historischen Musikwissenschaft und Psychologie in Hamburg war er unter anderem Begleiter des HipHop-Projekts „Strassenkrach“ (im Auftrag des Landesmusikrats Hamburg) und veröffentlichte eine Studie über „Aspekte der Entwicklung des persönlichen Musikgeschmacks“. Außerdem wirkte er an Frido Manns autobiografischem Essay „An die Musik“ beratend mit.
Nach verschiedenen Stationen in der Reiner H. Nitschke Verlags-GmbH (Funke Mediengruppe), vor allem als Redakteur der HiFi- und Musikzeitschrift STEREO und des Klassikmagazins FONO FORUM, ist er seit 2020 dessen Chefredakteur.
Andreas Kunz lebt mit Frau und Sohn in Köln.

## Werke
- Aspekte der Entwicklung des persönlichen Musikgeschmacks. Frankfurt am Main; Berlin; Bern; New York; Paris; Wien: Lang 1998, ISBN 9783631330272

- Landesmusikrat in der Freien und Hansestadt Hamburg e. V. (Hrsg.): Strassenkrach! Ein HipHop-Projekt zum Thema „Suche Arbeit – Brauche Zukunft“. Hildegard-Junker-Verlag, Altenmedingen 1998, ISBN 3-928783-74-2 (Gemeinsam mit Alenka Barber-Kersovan)